# Pidurutalagala
Pidurutalagala (sinhálsky පිදුරුතලාගල, tamilsky பிதுருதலாகலை, anglicky Mount Pedro, 2524 m n. m.) je hora ve stejnojmenném pohoří na ostrově Cejlon v Indickém oceánu. Leží na území Srí Lanky ve Střední provincii v distriktu Nuwara Eliya asi 80 km východně od Kolomba.
V současnosti leží hora ve vojenském prostoru, takže vrchol není volně přístupný.